# جيمس دوليتل
جيمس هارولد دوليتل (بالإنجليزية: James Harold Doolittle) (14 ديسمبر 1896 - 27 سبتمبر 1993) طيار أمريكي من قوات الاحتياط، استدعي للخدمة العسكرية خلال الحرب العالمية الثانية، واشتهر بقيادته أول غارة جوية تضرب مدينة طوكيو في الحرب ونتيجة لذلك رُقِّي دوليتل من رتبة المقدم التي كان يحملها أثناء الهجوم إلى رتبة عميد ومنح ميدالية الشرف لشجاعته، كما قاد السرية 12 أثناء الهجوم على شمالي إفريقيا عام 1942م. ثم قاد بعد ذلك، السرية 15 في منطقة البحر المتوسط. وفي عامي 1944و 1945م، كان قائداً للسرية الثامنة التي أمطرت أوروبا الغربية بالقنابل. كما قاد السرية الثامنة في الهجوم على أوكيناوا باليابان بعد استسلام ألمانيا.

## روابط خارجية
- جيمس دوليتل على موقع الموسوعة البريطانية (الإنجليزية)
- جيمس دوليتل على موقع مونزينجر (الألمانية)
- جيمس دوليتل على موقع إن إن دي بي (الإنجليزية)